# 皋兰路街道
皋兰路街道，是中华人民共和国甘肃省兰州市城关区下辖的一个乡镇级行政单位。

## 行政区划
皋兰路街道下辖以下地区：
郑家台社区、詹家拐子社区、王家庄社区、榆中街社区、周家庄社区和耿家庄社区。